# Nippononeta silvicola
Nippononeta silvicola là một loài nhện trong họ Linyphiidae.
Loài này thuộc chi Nippononeta. Nippononeta silvicola được Hirotsugu Ono & Kendo Saito miêu tả năm 2001.